# Михалёв, Сергей Николаевич
Серге́й Никола́евич Михалёв (21 декабря 1923, Харьков — 14 января 2005, Красноярск) — советский и российский историк и художник-график. Специалист по военной истории (в частности истории Великой Отечественной войны) и военной стратегии. Доктор исторических наук (1993), профессор (1998). Почётный член РАЕН.

## Биография
Сергей Михалёв родился 21 декабря 1923 года в Харькове в семье военнослужащего. После начала Великой Отечественной войны в возрасте 17-ти лет добровольцем ушёл на фронт, приписав себе один год. В начале войны прошёл 7-месячные курсы Сухумского военного пехотного училища, а с 1942 по 1944 годы участвовал в боевых действиях в войсках Закавказского и Северо-Кавказского, а также 3-го Украинского фронтов. Принимал участие в Днепровско-Карпатской и Ясско-Кишинёвской операциях. Службу начинал в качестве командира взвода, а окончил войну офицером оперативного отдела штаба корпуса в звании капитана.
После окончания войны продолжил службу в Советской армии в качестве командира батальона, заместителя командира полка, заместителя начальника оперативного отдела штаба дивизии. В 1951 году окончил Военную академию им. М. В. Фрунзе. В 1967 году вышел в отставку в звании подполковника. 
В 1965 году окончил Львовский полиграфический институт имени Ивана Фёдорова по специальности «художник-график». В дальнейшем преподавал графику в учебных заведениях Львова, Алма-Аты, Чимкента, Караганды, в том числе — в Казахском педагогическом институте. Одновременно с этим профессионально занимался книжной иллюстрацией (в частности является автором иллюстраций к книге Артура Конана Дойла «Записки о Шерлоке Холмсе»). Принимал участие в ряде художественных выставок, включая персональные. 
В 1979 году переехал в Красноярск, став преподавателем графики в недавно созданном Красноярском государственном институте искусств. С 1983 по 1991 годы был также преподавателем военной кафедры Красноярского института цветных металлов, где профессионально занялся военной историей. В 1987—1988 годах — исполняющий обязанности ректора Красноярского государственного художественного института. 
В 1988 году в Институте военной истории МО СССР защитил диссертацию на соискание учёной степени кандидата исторических наук по теме «Опыт операций на окружение, проведённых Советской Армией на Правобережье Украины» (специальность — 07.00.02 — История СССР).
В 1991—1996 годах — старший инструктор Центрального архива Министерства обороны Российской Федерации, а также ведущий научный сотрудник и главный специалист Института военной истории МО РФ.
В 1993 году также в Института военной истории МО РФ защитил диссертацию на соискание учёной степени доктора исторических наук по теме «Проблема подготовки и ведения наступательных операций группами фронтов Красной Армии в 1941—1945 годах и пути её решения в годы Великой Отечественной войны».
В 1996 году вернулся в Красноярск, став профессором кафедры отечественной истории Красноярского государственного педагогического университета и оставаясь в этой должности до конца жизни. Умер 14 января 2005 года.

## Научная деятельность
Областью научным интересов Михалёва были войны Нового и Новейшего времени, в частности Великая Отечественная война, в основном, специализировался в области статистики и военной стратегии. Разработал метод подсчёта людских потерь СССР в Великой Отечественной войне, основанный на сравнении оценок ожидаемой и реальной численности населения на конец 1945 года. На основании своего метода пришел к следующим выводам: полученное на основе демографических методов количество людских потерь СССР (примерно 27 млн) преувеличено, однако однозначно оценить указанные потери невозможно и следует руководствоваться пределом полученных максимального и минимального значений (25,8 млн и 21,2 млн человек). Полученные Михалёвым значения используются другими историками и упоминаются в статьях на данную тему.
Кроме того, автор фундаментального исследования «Военная стратегия: подготовка и ведение войн Нового и Новейшего времени», которое охватывает период от Великой французской революции до середины XX в., включая Вторую мировую войну.

## Награды
За участие в Днепровско-Карпатской операции 1944 г. награждён медалью «За отвагу»; за участие в Ясско-Кишинёвской операции того же года — орденом Красного Знамени.

## Научные труды
- Михалёв С. Н. Людские потери в Великой Отечественной войне 1941—1945 гг. (Статистическое исследование) — Красноярск : Краснояр. пед. ун-т, 1997. — 130 с.
- Михалёв С. Н. Стратегические цели: Национальная и коалиционная стратегия в войнах первой половины XX в. — М.: АРБИЗО, 1997
- Михалёв С. Н. Стратегические цели. Национальная и коалиционная стратегия в войнах нового и новейшего времени / Науч. ред. В. А. Золотарёв; Краснояр. гос. пед. ун-т и др. — Красноярск: Краснояр. пед. ун-т, 1998. — 367 с.
- Михалёв С. Н. Стратегические решения : Противоборство двух стратегий на Восточном (советско-германском) фронте в 1941—1945 гг.: Монография : В 2 кн. Кн. 1. / Науч. ред. В. А. Золотарев; Краснояр. гос. пед. ун-т и др. Красноярск: Краснояр. пед. ун-т, 1998. — 227 с.
- Михалёв С. Н. Стратегические решения : Противоборство двух стратегий на Восточном (советско-германском) фронте в 1941—1945 гг. : Монография: В 2 кн. Кн. 2. / Науч. ред. В. А. Золотарев; Краснояр. гос. пед. ун-т и др. — Красноярск: Краснояр. пед. ун-т, 1998. — 274 с.
- Михалёв С. Н. Стратегическое руководство. Россия/СССР в двух мировых войнах ХХ столетия / Под ред. В. А. Золотарева; Рос. акад. естеств. наук. Отд-ние воен. истории, культуры и права [и др.]. — Красноярск : Краснояр. пед. ун-т, 2000. — 459 с.
- Михалёв С. Н. Людские потери в Великой Отечественной войне 1941-1945 гг. : Статистическое исследование / Рос. Акад. естеств. наук. Отд-ние воен. истории, культуры и права, Краснояр. гос. пед. ун-т. — 2-е. изд., испр. и доп. — Красноярск: Краснояр. пед. ун-т, 2000. — 141 с. — ISBN 5-85981-082-2.
- Шабаев А. А., Михалёв С. Н. Трагедия противостояния: Потери вооружённых сил СССР и Германии в Великой Отечественной войне 1941-1945 гг. : (Историко-статистическое исследование). — М.: Моск. гор. фонд "Ветеран Москвы", 2002. — 256 с. — ISBN 5-85302338-3.
- Михалёв С. Н. Военная стратегия: подготовка и ведение войн Нового и Новейшего времени. — М.; Жуковский : Кучково поле, 2003. — 956 с. ISBN 5-86090-060-0
- Михалёв С. Н. Стратегические итоги европейских войн XIX—XX столетий / М-во образования и науки Рос. Федерации, Краснояр. гос. пед. ун-т, Рос. акад. естеств. наук, Отд-ние воен. истории и теории — 3-е изд., испр. и доп. — Красноярск: Краснояр. гос. пед. ун-т, 2004. — 309 с.